# غاو مكلنبورغ
غاو مكلنبورغ، المسمى Gau Mecklenburg-Lübeck حتى عام 1937، كان قسمًا إداريًا لألمانيا النازية من عام 1933 إلى عام 1945 في دولة Mecklenburg-Strelitz الحرة ودولة Mecklenburg-Schwerin الحرة. قبل ذلك، من عام 1926 إلى عام 1933، كان التقسيم الإقليمي للحزب النازي في تلك المنطقة.

## التاريخ
تم إنشاء نظام النازي جاو في الأصل في مؤتمر للحزب في 22 مايو 1926، من أجل تحسين إدارة هيكل الحزب. منذ عام 1933 وما بعده، بعد الاستيلاء النازي على السلطة، حل الجاو محل الولايات الألمانية كتقسيمات إدارية في ألمانيا. 
على رأس كل جاو، هناك غاوليتر ذو صلاحيات شبه مطلقة. كل غاولتير محلي غالبًا ما كان يشغل مناصب حكومية بالإضافة إلى مناصب حزبية وكان مسؤولًا، من بين أشياء أخرى، عن الدعاية والمراقبة، ومنذ سبتمبر 1944 فصاعدًا، فولكسستورم والدفاع عن الغاو.  
تم شغل منصب غاولايتر مكلنبورغ بواسطة فريدريك هيلدبراندت طوال تاريخ الغاو، ولم يقطعه سوى تعليق لمدة ثمانية أشهر في 1930-1931.   حكمت محكمة عسكرية على هيلدبراندت بالإعدام وأُعدم بسبب جرائم حرب عام 1948. 